# 小島宏 (教育者)
小島 宏（こじま ひろし、1942年 - ）は、日本の教育者。財団法人教育調査研究所研究部長、公益財団法人豊島修練会理事長。
東京都生まれ、東京学芸大学卒業。東村山市立化成小学校校長、東京都立多摩教育研究所長所長、台東区立根岸小学校校長等を歴任。
国立の教員養成系大学・学部の在り方に関する懇談会有識者の一人。三鷹市教育ビジョン策定助言者会議助言者の一人。